# Říčky v Orlických horách
Říčky v Orlických horách (en allemand : Ritschka) est une commune du district de Rychnov nad Kněžnou, dans la région de Hradec Králové, en République tchèque. Sa population s'élevait à 105 habitants en 2023.

## Géographie
Říčky v Orlických horách se trouve à 14 km à l'est-nord-est de Rychnov nad Kněžnou, à 46 km à l'est de Hradec Králové et à 145 km à l'est-nord-est de Prague.
La commune est limitée par Zdobnice au nord-est, par Orlické Záhoří au nord-est, par Bartošovice v Orlických horách à l'est, par Rokytnice v Orlických horách au sud-est, au sud et au sud-ouest.

## Histoire
La première mention écrite de la localité date de 1654.

## Galerie

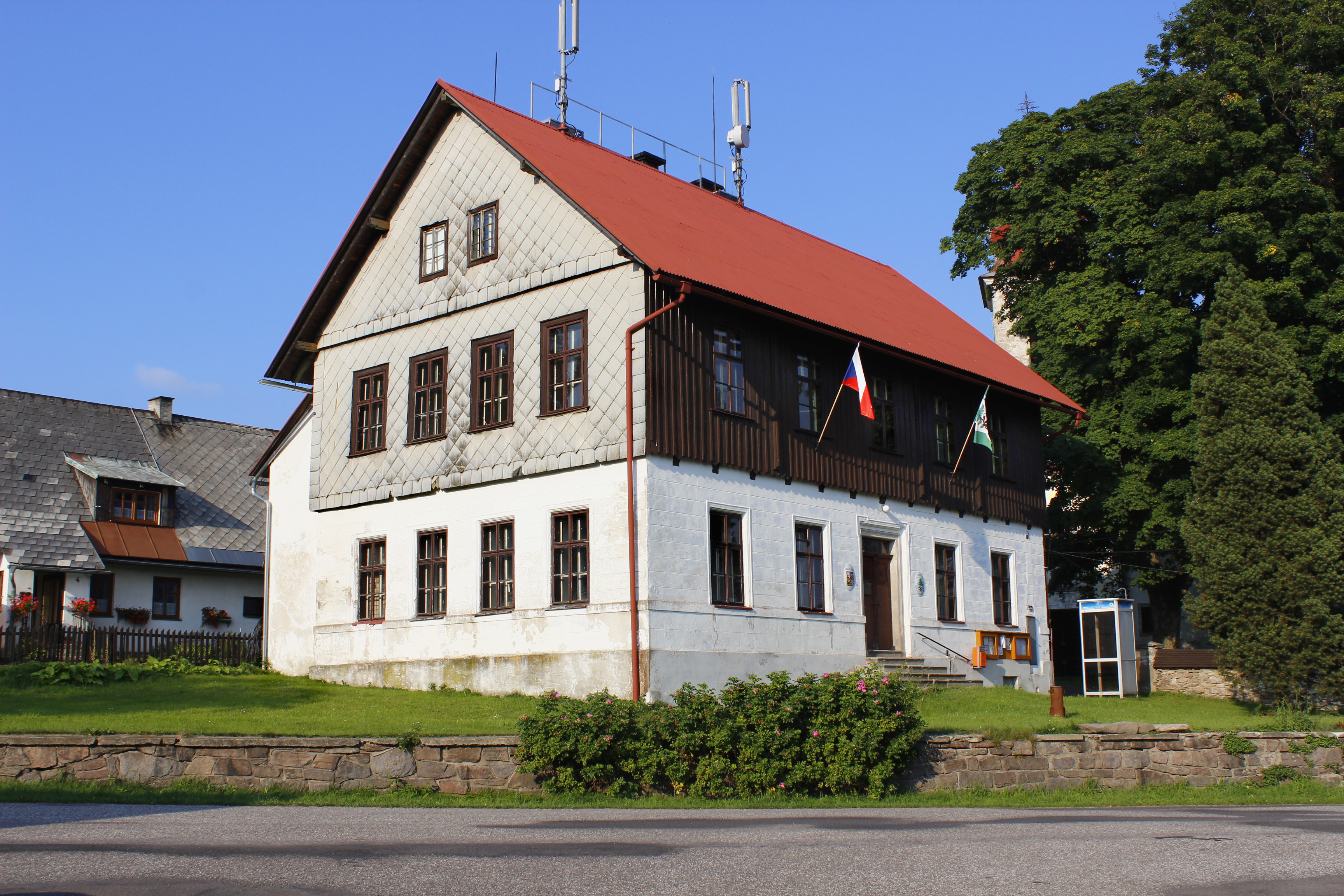
La mairie.
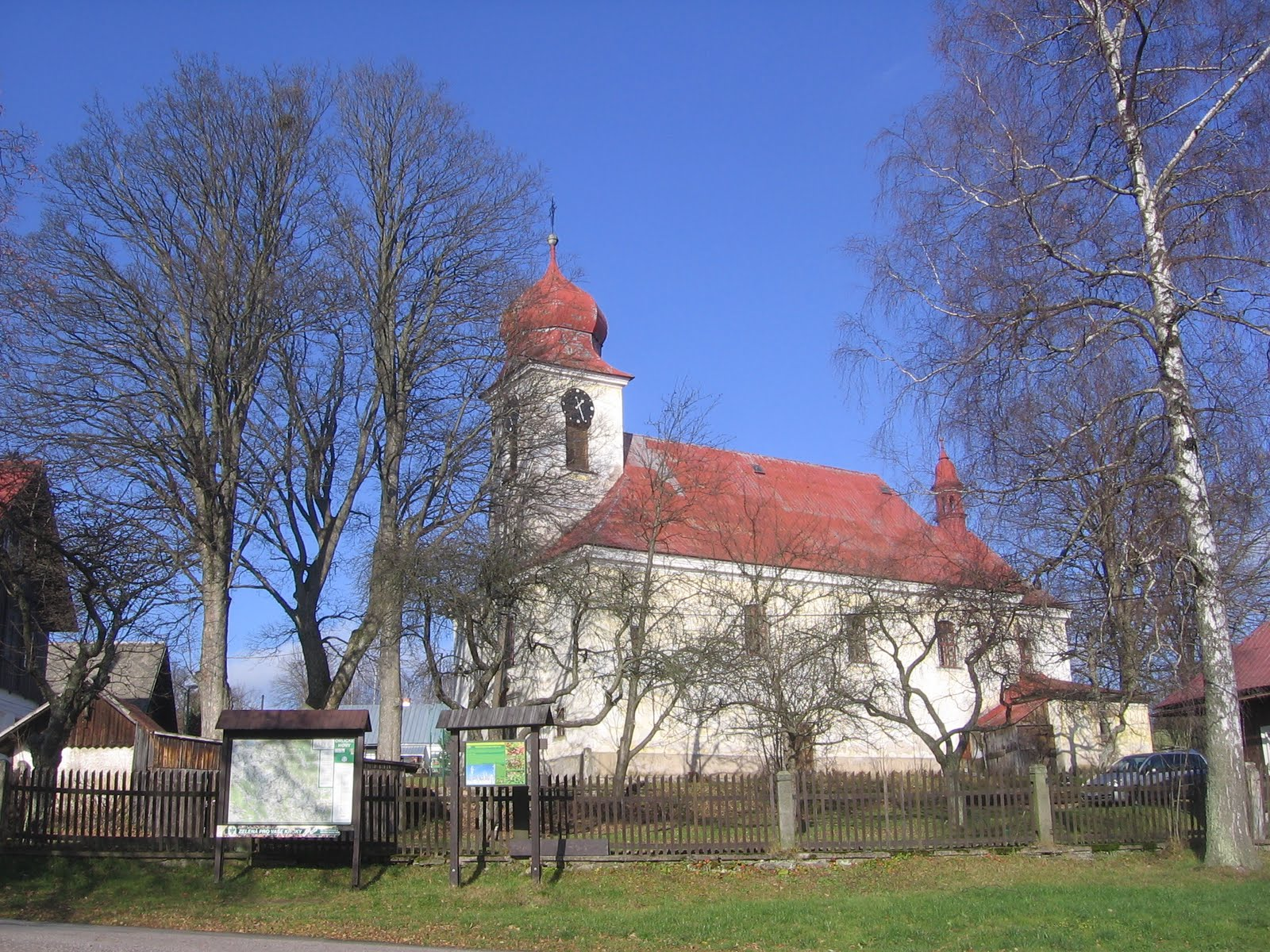
Église de la Sainte-Trinité.

## Transports
Par la route, Říčky v Orlických horách se trouve à 6,5 km de Rokytnice v Orlických horách, à 19 km de Rychnov nad Kněžnou, à 58 km de Hradec Králové et à 176 km de Prague.